# جولي إيغه
جولي إيغه (بالإنجليزية: Julie Ege) (12 نوفمبر 1943 - 29 أبريل 2008) ممثلة وعارضة أزياء نرويجية.

## نشأتها
ولدت إيغه في 12 نوفمبر 1943 في مدينة ساندنيس النرويجية. عملت كعارضة من سن مبكرة، وفي عام 1962 تم ترشيحها لملكة جمال النرويج ومن ثَم مسابقة ملكة جمال الكون. انتقلت إيغه إلى بريطانيا العظمى في عام 1967، حيث بدأت دراسة اللغة الإنجليزية في مدرسة متخصصة.

## مسيرتها
في عام 1967 ظهرت لأول مرة كممثلة في الفيلم النرويجي «ستومبا في البحار» حيث لعبت دوراً صغيراً، كما لعبت دور فتاة إسكندنافية في فيلم «في الخدمة السرية لصاحبة الجلالة»، وشاركت أيضاً في فيلم «الخطايا السبع المميتة» وغيره.

## حياتها الشخصية
تزوجت جوليان مرتين ولها ابنتان. في المرة الأولى تزوجت ضابطاً نرويجياً وفي الثانية مع طبيب أسنان إنجليزي.
بعد انتهاء مسيرتها الفنية عاشت في أوسلو، حيث كانت تعمل ممرضة في أحد المستشفيات. توفيت جوليان من سرطان الثدي في 29 أبريل 2008. وكانت قد عولجت سابقاً من سرطان الثدي وسرطان الرئة.

## روابط خارجية
- جولي إيغه على موقع IMDb (الإنجليزية)
- جولي إيغه على موقع ألو سيني (الفرنسية)
- جولي إيغه على موقع أول موفي (الإنجليزية)
- جولي إيغه على موقع قاعدة بيانات الأفلام السويدية (السويدية)
- جولي إيغه على موقع قاعدة بيانات الفيلم (الإنجليزية)
- جولي إيغه على موقع كينوبويسك (الروسية)
- Julie Ege at HorrorStars
- Obituary: The Guardian
- Obituary: The Independent
- Biography in Norwegian, from the Norwegian Biographical Lexicon